# Héctor Benaprés
Héctor Benaprés, född 31 januari 1902, var en friidrottare från Chile. Han deltog vid olympiska sommarspelen 1928.